# Eric Close
Eric Randolph Close (New York, 24 maggio 1967) è un attore statunitense.

## Biografia
Figlio di un chirurgo ortopedico, è il maggiore di tre fratelli. La sua famiglia si spostò prima a Indiana, in seguito in Michigan ed infine a San Diego, in California, quando Close aveva sette anni.
Close si è laureato in comunicazione presso l'University of Southern California nel 1989, dove è diventato un membro della confraternita Sigma Chi. Si è sposato nel 1995 con Keri, e ha due figlie, Katie ed Ella.
Close era interessato alla recitazione sin dall'infanzia, ma decise di dedicarsi alla carriera di attore solo dopo l'università. 
Il suo primo ruolo fu in una produzione teatrale a Los Angeles, dopo di che gli fu offerta una parte nei film American Me - Rabbia di vivere (1992) e Guerra o morte (1993). Nel 1995 è protagonista insieme a Tiffani Thiessen nel film per la televisione Uno sconosciuto accanto a me. Nel corso degli anni si è costruito una carriera prevalentemente televisiva: ha recitato nella soap opera Santa Barbara e nelle serie televisive Sisters, Dark Skies - Oscure presenze, L'incredibile Michael, I magnifici sette, Taken e American Horror Story: Murder House sebbene fosse una breve apparizione.
Ha preso parte ad alcuni episodi della serie televisiva Suits, interpretando la parte dell'avvocato Travis Tanner.
Dal 2002 al 2009 ha interpretato il ruolo dell'agente FBI Martin Fitzgerald nella serie TV Senza traccia.
Nel 2011 diventa uno dei protagonisti della serie televisiva Chaos, interpretando il ruolo dell'agente della CIA Michael Dorset. Nello stesso anno prende parte alla serie antologica American Horror Story, creata da Ryan Murphy, dove interpreta il marito di una delle protagoniste, Constance, interpretata da Jessica Lange.
Dal 2012 al 2018 è stato tra gli interpreti della serie TV Nashville, nel ruolo di Teddy Conrad.

## Filmografia

### Cinema
- American Me - Rabbia di vivere (American Me), regia di Edward James Olmos (1992)
- American Sniper, regia di Clint Eastwood (2014)

### Televisione
- MacGyver – serie TV, episodio 7x04 (1991)
- Agli ordini papà (Major Dad) – serie TV, episodio 3x20 (1992)
- Santa Barbara – serie TV, 25 episodi (1992-1993)
- Hercules e il regno perduto (Hercules and the Lost Kingdom), regia di Harley Cokeliss – film TV (1994)
- I dannati di Meadowbrook (Without Consent), regia di Robert Iscove – film TV (1994)
- McKenna – serie TV, 13 episodi (1994-1995)
- Uno sconosciuto accanto a me (A Stranger Beside Me), regia di Sandor Stern – film TV (1995)
- Sisters – serie TV, 15 episodi (1995-1996)
- Dark Skies - Oscure presenze (Dark Skies) – serie TV, 19 episodi (1996-1997)
- I magnifici sette (The Magnificent Seven) – serie TV, 22 episodi (1998-2000)
- L'incredibile Michael (Now and Again) – serie TV, 20 episodi (1999-2000)
- Taken – miniserie TV, 4 episodi (2002)
- Senza traccia (Without a Trace) – serie TV, 160 episodi (2002-2009)
- Criminal Minds – serie TV, episodio 5x23 (2010)
- Chaos – serie TV, 13 episodi (2011)
- American Horror Story – serie TV, episodi 1x03 e 1x08 (2011)
- Suits – serie TV, 6 episodi (2011-2012; 2015)
- Law & Order - Unità vittime speciali (Law & Order: Special Victims Unit) – serie TV, episodio 13x20 (2012)
- Nashville – serie TV, 65 episodi (2012-2018)
- Ritorno ad Angel Falls (Angel Falls: A Novel Holiday), regia di Jonathan Wright (2019)

### Doppiaggio
- Kim Possible - serie animata, episodio 3x10 (2005) - voce di Crash Cranston

## Doppiatori italiani
Nelle versioni in italiano dei suoi film, Eric Close è stato doppiato da:
- Alessio Cigliano in Dark Skies - Oscure presenze, Ritorno ad Angel Falls
- Francesco Prando in Nashville, American Horror Story
- Oreste Baldini in Senza traccia, Chaos
- Sandro Acerbo in I magnifici sette
- Fabio Boccanera in L'incredibile Michael
- Stefano Benassi in Suits (1° voce)
- Niseem Onorato in Suits (2° voce)

Da doppiatore, è stato sostituito da:
- Mirko Mazzanti in Kim Possible